# بوهيموند السابع

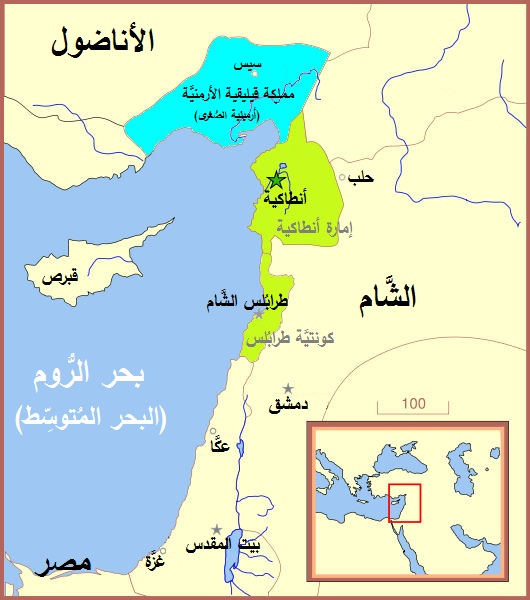
امارة انطاكيا وكونتية طرابلس.

بوهيموند السابع (1261 - 19 أكتوبر 1287) أمير أنطاكية وكونت طرابلس، حكم بعد وفاة والده بوهيموند السادس سنة 1275، إلا إنه استمر في العيش مع أقارب والدته Sibyl ابنت الملك هيثوم الأول قي مملكة كيليكيا (أرمينيا الصغرى) حتى بلوغه السن القانونى سنة 1277 لكنه ما إن عاد إلى أنطاكية حتى واجه معارضة من حاكم جبيل جاي الثاني امبرياكو Guy II Embriaco ومن فرسان المعبد.
قي سنة 1281 خرج من التحالف مع المغول وقام بعقد اتفاقية هدنه مع المنصور قلاوون سلطان مصر قبل هجوم المغول عليه. لكن قي مارس 1287 وقع ميناء اللاذقية بيد السلطان قلاوون وفي أكتوبر من نفس السنة توفى بوهيموند وخلفته اخته لوسيا كونتيسة طرابلس. بعد ذلك بسنتين سقطت طرابلس بيد قوات السلطان قلاوون لينتهي عصر حكام سوريا النورمان الذي بدأ من سنة 1098 مع الحملة الصليبية الأولى.
| أنظر أيضا       |                      |       |
| سبقه            | حكام أنطاكية         | لحقه  |
| بوهيموند السادس | الفترة : 1275 - 1287 | لوسيا |